# Jozsef Wolfner
Jozsef Wolfner (Arad, 5 giugno 1856 – Budapest, 16 febbraio 1932) è stato un editore, mecenate e collezionista d'arte ungherese, fondatore della casa editrice Singer & Wolfner.

## Biografia

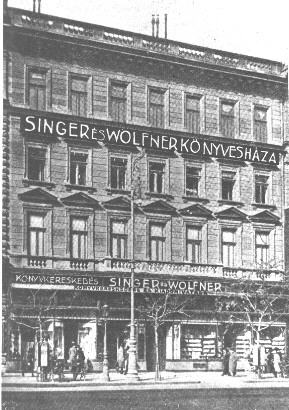
Singer & Wolfner

Si conosce poco della vita di Jozsef Wolfner. Nel 1885, dopo aver terminano gli studi universitari, fondò insieme a Sandor Singer la casa editrice Singer & Wolfner dedita principalmente alla pubblicazione di opere letterarie per ragazzi. Nel 1923 Wolfner trasformò la casa editrice in una società per azioni, diventandone contemporaneamente il presidente e il direttore. Singer & Wolfner divenne presto famosa per le sue edizioni economiche e per la pubblicazione di riviste e libri tra i più importanti dell'epoca. La libreria si trovava a Budapest in via Andrassy al n.16 e al piano superiore dello stesso stabile vi erano gli uffici della casa editrice.

## Politiche editoriali
Agli inizi del XX secolo Jozsef Wolfner era un uomo d'affari di successo, letterato e colto. Il suo segreto fu la capacità di intuire rapidamente le esigenze dei lettori. Tra gli autori editi dalla Singer & Wolfner vi erano Ferenc Herczeg, Geza Gardonyi, Kalman Csatò, Miklos Suranyi, insieme a Beniczky Bajza Lenke e Hedwig Courths-Mahler. L'attenzione di Wolfner era rivolta principalmente sia al gusto della classe media provinciale che della borghesia intellettuale. Si trattava di una letteratura adatta ai ragazzi perché composta da libri semplici, di facile lettura e in edizione economica. I libri di maggiore successo furono le opere di Lajos Posa e di Zsigmond Sebok.
La casa editrice divenne ben presto nota anche per la passione per il collezionismo d'arte e il mecenatismo del suo fondatore Wolfner. Il figlio di quest'ultimo, István Farkas,, seguì la strada del padre diventando anche lui un collezionista d'arte e un mecenate. Collaborò con Jeno Barcsai, Gyula Hincz, Lajos Szalay e Tibor Vilt. Farkas fu anche direttore della casa editrice dal 1932 al 1944, quando la Singer & Wolfner assunse il nome di Istituto Letterario dei Tempi Moderni.

## Edizioni
- 1885: Serie di romanzi per adulti (1885 -1931). Fino al 1917 pubblicati oltre 500 volumi.
- 1889: Il mio giornale - rivista per bambini. Redattore Lajos Posa.
- 1889: Biblioteca economica – raccolta di quaderni economici per ragazzi (350 volumi).
- 1895: Tempi moderni - rivista settimanale illustrata d'arte e di letteratura classica, per lettori della media borghesia di orientamento conservatore. Redattore: Ferenc Herczeg. I collaboratori erano gli scrittori Sandor Brody e Geza Gardonyi e Kalman Mikszath. Dopo il 1945 il redattore fu il poeta Jozsef Fodor che, per i primi due numeri, collaborò con Lajos Kassak. La rivista venne pubblicata fino al 1949.
- L'encicopledia dei tempi moderni – in versione di 12 e 24 volumi.
- 1895: Ragazze Ungheresi - rivista per ragazze adolescenti. Redattrice Anna Tutsek.
- 1902: Rivista Arte.
- 1911: Rivista settimanale Osservatorio Ungherese.
- 1915: Libro di milioni.
- 1930: - L'Art Hongrois. Edizioni d'arte franco-ungherese sui più importanti pittori ungheresi. Redattore Francois Gachot. Volumi editi: József Rippl-Rónai, Tivadar Kosztka Csontváry, István Nagy, Gyula Derkovits, Jozsef Egry.

## Edizioni speciali
- Lajos Biró
- Sándor Bródy
- Imre Farkas
- Pal Farkas
- Geza Gardonyi
- Ferenc Herczeg: tutte le opere – 1926 edizione speciale di commemorazione.
- Gyula Krúdy
- Karoly Lovik
- Gyorgy Lorinc
- Lajos Posa
- Mihaly Szabolcska
- Istvan Szomahazy
- Bela Toth: Aneddoti in sei volumi.
- Ferenc Gaspar: Intorno alla terra. Prestigiose opere geografiche.